# Schloss Pellendorf
Schloss Pellendorf ist ein barockes Schloss etwa elf Kilometer südlich von Mistelbach auf einer Anhöhe über dem Nordteil des Ortes Pellendorf. Es bildet auf der Nordseite das letzte Gebäude des alten Ortes. Das Schloss ist seit dem 18. Jahrhundert im Besitz der Familie Khevenhüller.

## Entstehungsgeschichte
Bereits 1257 könnte in Pellendorf ein Herrensitz bestanden haben, weil in diesem Jahr Ulricus de Pellendorf urkundlich erwähnt wird. Falls es sich nicht um mehrere Familien gehandelt hat, die sich nach dem Ort nannten, waren die Pellendorfer bis gegen Ende des 15. Jahrhunderts hier ansässig und dürften dann ausgestorben sein. 1319 erbaute Simo von Pellendorf ein Schloss, von dem noch der Ostflügel und der Schüttkasten erhalten sind. Pellendorf war in dieser Zeit ein Lehen des Schottenklosters Wien, das es an die Brüder Heinrich, Christoph und Jörg von Liechtenstein verkaufte. Von diesen ging es 1534 an Wenzel von Ratzendorf. Kristoph von Ratzendorf verkaufte 1564 die Herrschaft an Achaz, Leonhard und Hans Enenkel zu Albrechtsberg und 1590 ging sie an David von Tiefenbach. Dessen Schwager, Franz Jakob Freiherr von Herberstein, übernahm den Besitz neun Jahre später.

Schloss Pellendorf um 1670, Stich von Georg Matthäus Vischer

1670 wurde die mittelalterliche Anlage durch ein barockes Schloss ersetzt, nachdem Pellendorf 1645 durch die Schweden niedergebrannt worden war. Auf einem Stich von Georg Matthäus Vischer aus der Zeit um 1670 ist zu erkennen, dass die Anlage bereits weitgehend dem heutigen Aussehen entsprach.
Pellendorf kam 1704 an Franz Eusebius Graf Trautson, wurde aber 1716 von Katharina Barbara Gräfin Herberstein zurückgekauft, die es vier Jahre später an Johann Anton Graf Goëss veräußerte. 1727 erwarb Wirich Philipp von und zu Daun die Herrschaft, von dem sie 1776 an Fürst Johann Joseph von Khevenhüller-Metsch überging, in dessen Familie sie bis heute blieb.
Im Schloss kam es um die Mitte des 18. Jahrhunderts sowie im 19. und im ersten Viertel des 20. Jahrhunderts durch Umbauten zu einigen Veränderungen.
Von 1939 bis 1944 diente das Schloss als Flüchtlingslager, hier waren Umsiedler nach Bessarabien und dem Banat untergebracht. Durch eine aufwändige Renovierung konnten die Schäden und Vernachlässigungen der Kriegs- und Nachkriegszeit zwischen 1979 und 1980 beseitigt werden, die wertvolle Einrichtung ging jedoch verloren.
Das Schloss ist heute von Mietparteien bewohnt und Sitz der Gutsverwaltung „Agropan“, die im Jahre 2000 durch Zusammenlegung der Gutsverwaltungen von Khevenhüller-Metsch, Schönborn (Hollabrunn) und Reuss (Ernstbrunn) entstanden ist.
Da sich das Schloss in Privatbesitz befindet, ist eine Besichtigung des Innenbereiches nicht möglich.

## Baubeschreibung
Das Schloss bildet mit den angrenzenden Wirtschaftsgebäuden und der Pfarrkirche Pellendorf ein Bauensemble.

### Außen
Der neunachsige zweigeschoßige Ostflügel aus dem 17. Jahrhundert mit schlichter Fassade und Schornsteinen aus dem 17. Jahrhundert, wird durch ein rustiziertes Rundbogenportal mit Sitznischen in der Einfahrt erschlossen. Die Fassade ist durch Steingewändefenster gegliedert und mit einer mit 1674 bezeichneten Sonnenuhr versehen.
Die dreigeschoßigen Fassade des Westflügels hat zehn und die des Südflügels zwölf Fensterachsen, zeigen Rechteckfenster im zweiten und dritte Geschoß mit geraden Verdachungen auf Konsolen und werden durch Mansardwalmdächer abgeschlossen. Die Fassaden sind durch Kordonbänder gegliedert, an drei Ecken sind Risalite mit Eckquaderung im Putz.
An den Westflügel schließt eine barocke Portalanlage mit Pfeilern an, die von Wappen haltenden Löwen bekrönt sind. Die Hoffronten sind analog der Außenfassaden gestaltet.
Ein zweigeschoßiger Schüttkasten aus dem 17. Jahrhundert steht östlich des Schlosses.

### Innen
Im Innern befinden sich Stuckdecken aus dem 17. Jahrhundert, die im 18. Jahrhundert leicht verändert wurden. Die Ausstattung des Süd- und Westflügels stammt aus dem 18. und 19. Jahrhundert. Im Südost-Risalit erschließt ein Stiegenhaus aus dem Jahre 1915 die Obergeschoße.